# Каримата
Каримата (на индонезийски: Selat Karimata) е проток между островите Калимантан на изток и Белитунг на запад, съединяващ Южнокитайско море на север с Яванско море на юг. Минималната му ширина е 210 km, дълбочината му достига до 36 m. В протока има множество коралови рифове и малки острови (Каримата, Серуту, Бавал, Гелам и др.). От изток (от остров Колимантана) в него се вливат реките Паван, Кендаванган и др. Главни пристанища са Кендаванган, Кетапанг.